# طیف‌سنجی پس‌پراکندگی رادرفورد
طیف‌سنجی پس‌پراکندگی رادرفورد (به انگلیسی: Rutherford backscattering spectrometry)
یک تکنیک تحلیلی است که در علم مواد استفاده می‌شود. گاهی به عنوان طیف سنجی پراکندگی یونی با انرژی بالا (HEIS) شناخته می‌شود. RBS برای تعیین ساختار و ترکیب مواد با اندازه‌گیری پراکندگی معکوس پرتوی از یون‌های پرانرژی (معمولاً پروتون‌ها یا ذرات آلفا) که به نمونه برخورد می‌کند، استفاده می‌شود.

## آزمایش گایگر-مارسدن

سمت چپ: نتایج مورد انتظار: ذرات آلفا بدون مزاحمت از مدل پودینگ آلو -اتم عبور می‌کنند. راست: نتایج مشاهده شده: بخش کوچکی از ذرات منحرف شد. که نشان دهنده بار مثبت کوچک و متمرکز است.

طیف‌سنجی پس‌پراکندگی رادرفورد به افتخار لرد رادرفورد، فیزیکدانی که گاهی از او به عنوان پدر فیزیک هسته ای یاد می‌شود، نامگذاری شد. رادرفورد بر مجموعه‌ای از آزمایش‌های انجام‌شده توسط هانس گایگر و ارنست مارسدن بین سال‌های ۱۹۰۹ و ۱۹۱۴ نظارت داشت که در مورد پراکندگی ذرات آلفا از طریق ورق‌های فلزی مطالعه می‌کردند. رادرفورد در حالی که تلاش می‌کرد تا «ذرات سرگردان» را از بین ببرد که ناشی از نقص در منبع آلفای آنهاست، به مارسدن پیشنهاد کرد که پراکندگی عقب را از یک نمونه ورقه طلا اندازه‌گیری بکند. با توجه به مدل غالب اتم آلو-پودینگ، که در آن الکترون‌های منفی کوچک از طریق یک ناحیه مثبت پراکنده پخش می‌شدند، پس‌پراکندگی ذرات آلفای مثبت با انرژی بالا نباید وجود داشته باشد. حداکثر انحرافات کوچک باید رخ دهد زیرا ذرات آلفا تقریباً بدون مانع از فویل عبور می‌کنند. در عوض، زمانی که مارسدن آشکارساز را در همان سمت فویل به عنوان منبع ذره آلفا قرار داد، بلافاصله سیگنال پراکنده قابل توجهی را تشخیص داد. به گفته رادرفورد، "این باورنکردنی‌ترین اتفاقی بود که تا به حال برای من در زندگی ام رخ داده‌است. تقریباً به همان اندازه باورنکردنی بود که گویی یک گلوله ۱۵ اینچی را به یک تکه دستمال کاغذی شلیک کردید و دوباره برگشت و به شما برخورد کرد.»
رادرفورد نتیجه آزمایش گایگر-مارسدن را نشانه ای از برخورد کولن با یک ذره مثبت منفرد تفسیر کرد. این او را به این نتیجه رساند که بار مثبت اتم نمی‌تواند منتشر شود، بلکه باید در یک هسته عظیم متمرکز شود: هسته اتم. محاسبات نشان داد که بار لازم برای انجام این انحراف تقریباً ۱۰۰ برابر بار الکترون، نزدیک به عدد اتمی طلا است. این منتهی به توسعه مدل رادرفورد از اتم شد که در آن یک هسته مثبت که از ذرات مثبت N e یا پروتون‌ها تشکیل شده بود، توسط الکترون‌های بار -e در مدار N احاطه شده بود تا بار هسته‌ای را متعادل کند. این مدل در نهایت توسط اتم بور جایگزین شد و برخی از نتایج اولیه مکانیک کوانتومی را در خود جای داد.
اگر انرژی ذره فرودی به اندازه کافی زیاد شود، از سد کولن بیشتر رفته و توابع موجی ذرات فرود آمده و برخورد شده با هم همپوشانی دارند. این ممکن است در موارد خاصی منجر به واکنش‌های هسته‌ای شود، اما اغلب این برهمکنش کشسان باقی می‌ماند، اگرچه مقاطع پراکندگی ممکن است به‌عنوان تابعی از انرژی به شدت در نوسان باشند. این مورد به عنوان "طیف سنجی پس پراکندگی الاستیک (غیر رادرفورد)" (EBS) شناخته می‌شود. اخیراً با حل معادله شرودینگر برای هر برهمکنش، پیشرفت زیادی در تعیین مقاطع پراکندگی EBS حاصل شده‌است..

## اصول اساسی
ما پراکندگی معکوس رادرفورد را به عنوان یک برخورد کره سخت الاستیک بین یک ذره با انرژی جنبشی بالا از پرتو فرودی (پرتابه) و یک ذره ثابت واقع در نمونه (هدف) توصیف می‌کنیم. الاستیک در این زمینه به این معنی است که هیچ انرژی بین ذره فرودی و ذره ساکن در هنگام برخورد انتقال نمی‌یابد و حالت ذره ساکن تغییر نمی‌کند. (به استثنای مقدار کمی تکانه که نادیده گرفته می‌شود. فعل و انفعالات هسته‌ای معمولاً کشسان نیستند، چون یک برخورد ممکن است منجر به واکنش هسته‌ای با آزاد شدن مقادیر قابل توجهی انرژی شود. تجزیه و تحلیل واکنش هسته ای (NRA) برای تشخیص عناصر سبک مفید است. با این حال، این پراکندگی رادرفورد نیست. با در نظر گرفتن سینماتیک برخورد (یعنی پایستگی تکانه و انرژی جنبشی)، انرژی E 1 پرتابه پراکنده از انرژی اولیه E 0 کاهش می‌یابد:
{\displaystyle E_{1}=k\cdot E_{0},}
که در آن k عامل سینماتیکی شناخته می‌شود و
{\displaystyle k=\left({\frac {m_{1}\cos {\theta _{1}}\pm {\sqrt {m_{2}^{2}-m_{1}^{2}(\sin {\theta _{1}})^{2}}}}{m_{1}+m_{2}}}\right)^{2},}
که در آن ذره ۱ پرتابه است، ذره ۲ هسته هدف است و {\displaystyle \theta _{1}} زاویه پراکندگی پرتابه در چارچوب مرجع آزمایشگاهی (یعنی نسبت به ناظر) است. علامت مثبت وقتی گرفته می‌شود که جرم پرتابه کمتر از هدف باشد، در غیر این حالت علامت منفی گرفته می‌شود.
در حالی که این معادله به درستی انرژی پرتابه پراکنده را برای هر زاویه پراکندگی خاص (نسبت به ناظر) تعیین می‌کند، اما احتمال مشاهده چنین اتفاقی را توصیف نمی‌کند. برای آن ما به سطح مقطع دیفرانسیل رویداد پس پراکندگی نیاز داریم:
{\displaystyle {\frac {d\omega }{d\Omega }}=\left({\frac {Z_{1}Z_{2}e^{2}}{4E_{0}}}\right)^{2}{\frac {1}{\left(\sin {\theta /2}\right)^{4}}},}
جایی که {\displaystyle Z_{1}} و {\displaystyle Z_{2}} اعداد اتمی هسته‌های حادثه و هدف هستند. این معادله در مرکز مرجع جرم نوشته شده‌است وبه همین دلیل تابعی از جرم پرتابه یا هسته هدف نیست.
زاویه پراکندگی در چارچوب مرجع آزمایشگاهی {\displaystyle \theta _{1}} با زاویه پراکندگی در مرکز قاب مرجع جرم تتا یکسان نیست (اگرچه برای آزمایشات RBS معمولاً خیلی شبیه هستند). با این حال، پرتابه‌های یونی سنگین به راحتی می‌توانند یون‌های سبک تری را پس بزنند که اگر هندسه درست باشد، می‌توان آنها را از هدف پرتاب کرد و شناسایی کرد. این اساس تکنیک تشخیص پس زدگی الاستیک (ERD، با مترادف‌های ERDA, FRS, HFS) است. RBS اغلب از یک پرتو He استفاده می‌کند که به راحتی H را پس می‌کشد، بنابراین RBS/ERD به‌طور همزمان اغلب برای بررسی محتوای ایزوتوپ هیدروژن در نمونه‌ها انجام می‌شود (اگرچه H ERD با پرتو He بالاتر از 1 MeV رادرفورد نیست: http://www-nds را ببینید. .iaea.org/sigmacalc بایگانی‌شده  در ۲۸ ژوئیه ۲۰۱۳ توسط Wayback Machine). برای ERD زاویه پراکندگی در چارچوب مرجع آزمایشگاهی کاملاً متفاوت از زاویه مرکز مرجع جرم است.
دلیل اینکه یون‌های سنگین نمی‌توانند از یون‌های سبک پس پرکنده شود: آن است که جنبشی ممنوع است. فاکتور سینماتیکی باید واقعی بماند و این زاویه پراکندگی مجاز را در چارچوب مرجع آزمایشگاهی محدود می‌کند. در ERD اغلب راحت است که آشکارساز پس زدگی را در زوایای عقب‌نشینی به اندازه کافی بزرگ قرار دهیم تا سیگنال از پرتو پراکنده منع شود. شدت یون پراکنده در مقایسه با شدت پس زدگی همیشه بسیار زیاد است (فرمول مقطع پراکندگی رادرفورد با صفر شدن زاویه پراکندگی به بی‌نهایت می‌رسد)، و برای ERD معمولاً پرتو پراکنده باید به نحوی از اندازه‌گیری حذف شود.
یکتایی در فرمول مقطع پراکندگی رادرفورد البته غیرفیزیکی است. اگر سطح مقطع پراکندگی صفر باشد، به این معنی است که پرتابه هرگز به هدف نزدیک نمی‌شود، اما در این مورد همچنین هرگز به ابر الکترونی اطراف هسته نیز نفوذ نمی‌کند. فرمول خالص کولن برای مقطع پراکندگی نشان داده شده در بالا باید برای این اثر غربالگری اصلاح شود، که با کم شدن انرژی پرتابه (یا به‌طور معادل، جرم آن زیاد می‌شود) اهمیتش بیشتر می‌شود.
در حالی که پراکندگی زاویه بزرگ فقط برای یون‌هایی که هسته‌های هدف را پراکنده می‌کنند، رخ می‌دهد، پراکندگی زاویه کوچک غیرکشسانی می‌تواند از الکترون‌های نمونه نیز رخ دهد. این منجر به کاهش تدریجی انرژی جنبشی یون‌های فرودی در هنگام نفوذ آنها به داخل نمونه می‌شود، به طوری که پراکندگی مجدد هسته‌های داخلی با انرژی فرودی «مؤثر» کمتری رخ می‌دهد؛ مثلاً، یون‌های پراکنده برگشتی، انرژی را به الکترون‌ها در حالی که خارج می‌شوند از دست می‌دهند. مقداری که انرژی یون پس از عبور از یک فاصله معین کاهش می‌یابد، به عنوان قدرت توقف ماده نامیده می‌شود و به توزیع الکترون بستگی دارد. این اتلاف انرژی با توجه به مسافت پیموده شده به‌طور مداوم تغییر می‌کند، به طوری که قدرت توقف به صورت بیان می‌شود
{\displaystyle S(E)=-{dE \over dx}.}
برای یون‌های انرژی بالا قدرت توقف معمولاً متناسب است {\displaystyle {\frac {Z_{2}}{E}}} ; با این حال، بدست آوردن دقیق قدرت توقف با هر دقتی دشوار است.
توان توقف (به درستی، نیروی توقف) دارای واحد انرژی در واحد طول است. به‌طور کلی در واحد فیلم نازک داده می‌شود، که از eV / (اتم / سانتی‌متر 2) از آن است که به صورت تجربی بر روی لایه‌های نازک که ضخامت همواره کاملاً به عنوان جرم واحد سطح اندازه‌گیری اندازه‌گیری، اجتناب از مسئله تعیین چگالی مواد که ممکن است به عنوان تابعی از ضخامت متفاوت باشد. قدرت توقف در حال حاضر برای همه مواد در حدود ۲٪ شناخته شده‌است، http://www.srim.org را ببینید.

## ابزار دقیق

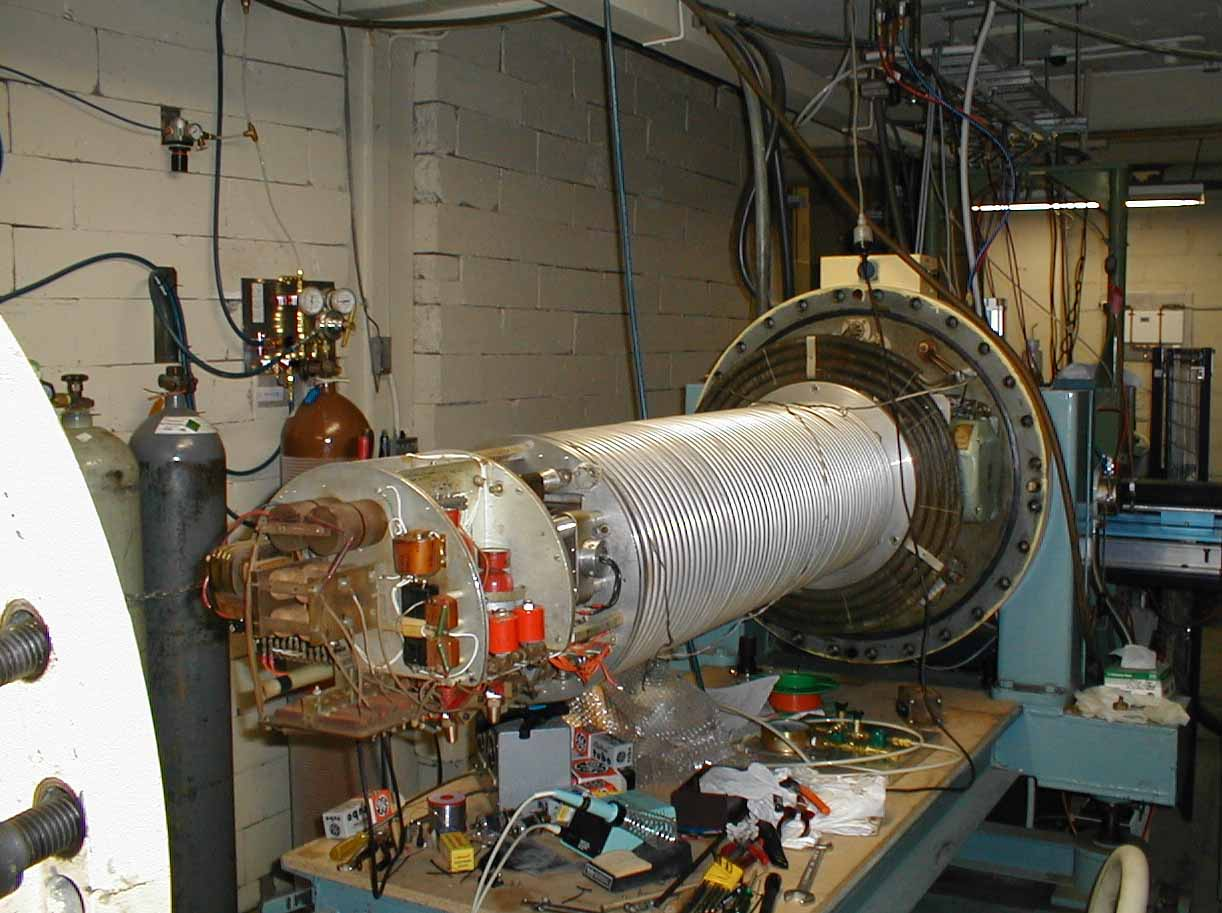
یک شتاب‌دهنده ذرات خطی ۲ مگا الکترون ولت تک مرحله ای وان دو گراف، که در اینجا برای تعمیر و نگهداری باز شده‌است

یک ابزار RBS به‌طور کلی شامل سه جزء اساسی است:
- یک منبع یونی، معمولاً ذرات آلفا (یون‌های +He 2) یا کمتر معمول، پروتون‌ها.
- یک شتاب‌دهنده ذرات خطی که قادر است یون‌های فرود را به انرژی‌های بالا، معمولاً در محدوده 1-3 MeV شتاب دهد.
- آشکارساز قادر به اندازه‌گیری انرژی یون‌های پس پراکنده در محدوده ای از زوایای.

دو ترتیب مشترک منبع/شتاب در سیستم‌های RBS تجاری استفاده می‌شود که در یک یا دو مرحله کار می‌کنند. سیستم‌های یک مرحله ای شامل یک منبع +He متصل به یک لوله شتاب با پتانسیل مثبت بالا که به منبع یونی اعمال می‌شود و زمین در انتهای لوله شتاب است. این آرایش ساده و راحت است، اما به دلیل دشواری اعمال ولتاژهای بسیار بالا به سیستم، دستیابی به انرژی‌های بسیار بیشتر از ۱ مگا ولت می‌تواند دشوار باشد.
یون و موقعیت ترمینال مثبت در مرکز لوله شتاب سیستم دو مرحله ای، یا «شتاب‌دهنده پشت سر هم»، با یک منبع _Hشروع می‌شود. عنصر پوست کن‌های موجود در حذف مثبت الکترون ترمینال از یون که از طریق عبور، تبدیل او - یون به یون او ++. بنابراین یون‌ها شروع به جذب به سمت ترمینال می‌کنند، از آن عبور می‌کنند و مثبت می‌شوند و تا زمانی که از لوله در زمین خارج شوند دفع می‌شوند. این آرایش، اگرچه پیچیده‌تر است، اما مزیت دستیابی به شتاب‌های بالاتر با ولتاژهای اعمال شده کمتر را دارد: یک شتاب‌دهنده معمولی پشت سر هم با ولتاژ اعمالی ۷۵۰ کیلو ولت می‌تواند انرژی یونی بیش از ۲ مگا ولت به دست آورد.
آشکارسازهایی برای اندازه‌گیری انرژی پس پراکنده معمولاً آشکارسازهای مانع سطحی سیلیکونی هستند، یک لایه بسیار نازک (100 nm) از سیلیکون نوع P بر روی یک بستر نوع N که یک اتصال pn را تشکیل می‌دهد. یون‌هایی که به آشکارساز می‌رسند مقداری از انرژی خود را در اثر پراکندگی غیرالاستیک الکترون‌ها از دست می‌دهند و برخی از این الکترون‌ها انرژی کافی برای غلبه بر شکاف نواری بین ظرفیت نیمه‌رسانا و نوارهای رسانایی به دست می‌آورند. این بدان معناست که هر برخورد یونی روی آشکارساز تعدادی جفت الکترون-حفره تولید می‌کند که به انرژی یون بستگی دارد. این جفت‌ها را می‌توان با اعمال ولتاژ در سرتاسر آشکارساز و اندازه‌گیری جریان تشخیص داد و اندازه‌گیری مؤثر انرژی یون را فراهم می‌کند. رابطه بین انرژی یون و تعداد جفت‌های الکترون-حفره تولید شده به مواد آشکارساز، نوع یون و بازده اندازه‌گیری جریان بستگی دارد. وضوح انرژی به نوسانات حرارتی بستگی دارد. پس از برخورد یک یون بر روی آشکارساز، مدتی قبل از ترکیب مجدد جفت الکترون-حفره باقی می‌ماند که در آن یون فرود دوم را نمی‌توان از اولی متمایز کرد.
وابستگی زاویه‌ای تشخیص را می‌توان با استفاده از یک آشکارساز متحرک، یا عملاً با جدا کردن آشکارساز مانع سطحی به سلول‌های مستقل زیادی که می‌توان به‌طور مستقل اندازه‌گیری کرد، به دست آورد و محدوده‌ای از زوایای حول پراکندگی مستقیم (۱۸۰ درجه) را پوشش داد. وابستگی زاویه ای پرتو فرودی با استفاده از یک مرحله نمونه کج کنترل می‌شود.

## ترکیب و اندازه‌گیری عمق
اتلاف انرژی یک یون پس پراکنده به دو فرایند بستگی دارد: انرژی از دست رفته در رویدادهای پراکندگی با هسته‌های نمونه، و انرژی از دست رفته در پراکندگی با زاویه کوچک از الکترون‌های نمونه. فرایند اول به سطح مقطع پراکندگی هسته و در نتیجه جرم و عدد اتمی آن بستگی دارد؛ بنابراین، برای یک زاویه اندازه‌گیری معین، هسته‌های دو عنصر مختلف، یون‌های فرود را به درجات مختلف و با انرژی‌های متفاوت پراکنده می‌کنند و پیک‌های جداگانه‌ای را در نمودار N(E) تعداد اندازه‌گیری در مقابل انرژی تولید می‌کنند. این پیک‌ها مشخصه عناصر موجود در ماده هستند و ابزاری برای تجزیه و تحلیل ترکیب یک نمونه با تطبیق انرژی‌های پراکنده با مقاطع پراکندگی شناخته شده فراهم می‌کنند. غلظت نسبی را می‌توان با اندازه‌گیری ارتفاع قله‌ها تعیین کرد.
دومین فرایند اتلاف انرژی، قدرت توقف الکترون‌های نمونه، منجر به تلفات گسسته بزرگی مانند تلفات ناشی از برخوردهای هسته‌ای نمی‌شود. در عوض، اتلاف تدریجی انرژی وابسته به چگالی الکترون و مسافت طی شده در نمونه ایجاد می‌کند. این اتلاف انرژی انرژی اندازه‌گیری‌شده یون‌هایی را که از هسته‌های داخل نمونه به صورت پیوسته بسته به عمق هسته‌ها به عقب پراکنده می‌شوند، کاهش می‌دهد. نتیجه این است که به جای قله‌های تیز پراکنده پشتی که در نمودار N(E) انتظار می‌رود، با عرض تعیین شده توسط انرژی و تفکیک زاویه ای، قله‌های مشاهده شده به تدریج به سمت انرژی پایین‌تر حرکت می‌کنند زیرا یون‌ها از عمق اشغال شده توسط آن عبور می‌کنند. عنصر عناصری که فقط در عمقی در داخل نمونه ظاهر می‌شوند، موقعیت‌های اوج خود را نیز به میزانی تغییر می‌دهند که نشان‌دهنده فاصله‌ای است که یک یون برای رسیدن به آن هسته‌ها باید طی کند.
بنابراین، در عمل، یک پروفایل عمق ترکیبی را می‌توان از اندازه‌گیری RBS N(E) تعیین کرد. عناصر موجود در یک نمونه را می‌توان از موقعیت پیک‌ها در طیف انرژی تعیین کرد. عمق را می‌توان از عرض و موقعیت جابجا شده این قله‌ها و غلظت نسبی از ارتفاعات قله تعیین کرد. این به ویژه برای تجزیه و تحلیل یک نمونه چند لایه، به عنوان مثال، یا برای یک نمونه با ترکیبی که به‌طور مداوم با عمق متفاوت است، مفید است.
این نوع اندازه‌گیری فقط می‌تواند برای تعیین ترکیب عنصری استفاده شود. ساختار شیمیایی نمونه را نمی‌توان از نمایه N(E) تعیین کرد. با این حال، می‌توان از طریق RBS با بررسی ساختار کریستالی چیزی در این مورد یادگرفت. این نوع اطلاعات مکانی را می‌توان با بهره‌گیری از انسداد و کانال سازی بررسی کرد.

## اندازه‌گیری‌های ساختاری: مسدود کردن و کانال سازی
برای درک کامل تعامل یک پرتو فرودی از هسته با ساختار کریستالی، درک دو مفهوم کلیدی دیگر ضروری است: مسدود کردن و کانال کردن.
وقتی پرتوی از یون‌ها با مسیرهای موازی به اتم هدف برخورد می‌کند، پراکندگی آن اتم از برخورد در ناحیه مخروطی شکل «پشت» هدف نسبت به پرتو جلوگیری می‌کند. این به این دلیل رخ می‌دهد که پتانسیل دافعه اتم هدف، مسیرهای یونی نزدیک را از مسیر اصلی خود خم می‌کند و به آن مسدود کننده می گویند. شعاع این ناحیه مسدود شده، در فاصله L از اتم اصلی، به دست می‌آید
{\displaystyle R=2{\sqrt {\frac {Z_{1}Z_{2}e^{2}L}{E_{0}}}}}
هنگامی که یک یون از اعماق یک نمونه پراکنده می‌شود، می‌تواند دوباره از اتم دوم پراکنده شود و مخروط مسدود شده دوم را در جهت مسیر پراکنده ایجاد کند. این را می‌توان با تغییر دقیق زاویه تشخیص نسبت به زاویه برخورد تشخیص داد.
زمانی که پرتو فرودی با یک محور تقارن اصلی کریستال تراز شود، کانال‌کشی مشاهده می‌شود. هسته‌های اتفاقی که از برخورد با اتم‌های سطحی اجتناب می‌کنند، به دلیل مسدود شدن توسط لایه اول اتم‌ها، از برخورد با تمام اتم‌های عمیق‌تر در نمونه حذف می‌شوند. هنگامی که فاصله بین اتمی در مقایسه با شعاع مخروط مسدود شده بزرگ باشد، یون‌های فرود می‌توانند چندین برابر فاصله بین اتمی نفوذ کنند بدون اینکه به عقب پراکنده شوند. هنگامی که پرتو فرودی در امتداد یکی از جهت‌های تقارن قرار می‌گیرد، این می‌تواند منجر به کاهش شدید سیگنال پراکنده برگشتی مشاهده‌شده شود که امکان تعیین ساختار کریستالی منظم نمونه را فراهم می‌کند. کانال‌سازی برای شعاع‌های مسدودکننده بسیار کوچک، یعنی برای یون‌های برخوردی پرانرژی و با تعداد اتمی کم مانند +He بهترین کار را انجام می‌دهد.
تحمل برای انحراف زاویه تابش پرتو یونی نسبت به جهت تقارن به شعاع مسدود کننده بستگی دارد و زاویه انحراف مجاز را متناسب با
{\displaystyle {\sqrt {\frac {Z_{1}Z_{2}}{E_{0}d}}}}
در حالی که مشاهده می‌شود که شدت یک قله RBS در بیشتر عرض آن هنگام هدایت پرتو کاهش می‌یابد، یک قله باریک در انتهای پر انرژی قله بزرگتر اغلب مشاهده می‌شود که نشان دهنده پراکندگی سطحی از اولین لایه اتم است. وجود این پیک امکان حساسیت سطحی را برای اندازه‌گیری RBS باز می‌کند.

### مشخصات اتم‌های جابجا شده
علاوه بر این، از کانال کشی یون‌ها می‌توان برای تجزیه و تحلیل یک نمونه کریستالی برای آسیب شبکه استفاده کرد. اگر اتم‌های درون هدف از محل شبکه کریستالی خود جابجا شوند، این امر منجر به بازده پراکندگی برگشتی بالاتر در رابطه با یک کریستال کامل می‌شود. با مقایسه طیف از یک نمونه در حال تجزیه و تحلیل با آن از یک کریستال کامل، و به دست آمده در جهت تصادفی (غیر کانالی) (نماینده طیف از یک نمونه بی‌شکل)، می‌توان میزان آسیب کریستالی را تعیین کرد. شرایط کسری از اتم‌های جابجا شده ضرب این کسر در چگالی ماده در حالت آمورف، تخمینی برای غلظت اتم‌های جابجا شده نیز به دست می‌دهد. انرژی ای که در آن افزایش پراکندگی برگشتی رخ می‌دهد همچنین می‌تواند برای تعیین عمقی که اتم‌های جابجا شده در آن قرار دارند استفاده شود و در نتیجه می‌توان یک پروفایل عمق نقص ایجاد کرد.

## حساسیت سطحی
در حالی که RBS به‌طور کلی برای اندازه‌گیری ترکیب حجمی و ساختار یک نمونه استفاده می‌شود، می‌توان اطلاعاتی در مورد آن به دست آورد.
RBS همچنین با میکروسکوپ هسته ای ترکیب شده‌است که در آن یک پرتو یون متمرکز در سراسر یک سطح به روشی مشابه میکروسکوپ الکترونی روبشی اسکن می‌شود. تجزیه و تحلیل انرژی سیگنال‌های پراکنده در این نوع کاربرد، اطلاعات ترکیبی در مورد سطح را فراهم می‌کند، در حالی که خود میکروپروب می‌تواند برای بررسی ویژگی‌هایی مانند ساختارهای سطح دوره ای استفاده شود.